# Dinghuis (Maastricht)
Het Dinghuis is een middeleeuws gerechtsgebouw, gelegen aan de Kleine Staat in het centrum van de Nederlandse stad Maastricht. De naam 'Dinghuis' is afgeleid van de juridische functie die het gebouw lange tijd had. Een 'ding' was in oud-Germaanse tijden een plaats van rechtspraak (vergelijk 'geding').

## Geschiedenis
Het Dinghuis bevindt zich op de kruising van de Kleine Staat, de Grote Staat, de Muntstraat en de Jodenstraat, vanouds het bestuurlijke hart van Maastricht. Het huidige Dinghuis is niet het eerste gebouw met die naam op deze plek. De eerste vermelding van den denchuys dateert uit 1399, maar in 1377 stond hier al het huis De Mayo (of De Mei). In het Dinghuis zetelde het hooggerecht van de tweeherige stad Maastricht. Mogelijk was in het gebouw van 1473 tot 1477 de Raadkamer van Bourgondië gevestigd. Schuin tegenover het Dinghuis lagen in de Grote Staat, vroeger Sint-Jorisstraat geheten, de huizen De Lanscroon en De Liebaert, waar het laaggerecht en het burgerlijk bestuur van de stad waren gevestigd. Op het pleintje tussen deze gebouwen stond een stenen kruis, waar onder anderen mensen met schulden te kijk gezet werden. De benamingen Grote en Kleine Staat zijn pas sinds de achttiende eeuw in zwang.

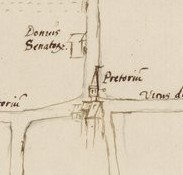
Schets van het Dinghuis (Pretorium) en omgeving (S. de Bellomonte, 1587)

In de kelders, en later ook elders in het gebouw, bevonden zich gevangeniscellen. Ook na de oplevering van het Stadhuis op de Markt in 1664 bleef het Dinghuis in gebruik als gevangenis. Langs de Jodenstraat was een overhangend deel met cellen. Ook was het hoge dak, met daarop een dakruiter met luidklok, uitermate geschikt als uitkijkpost, vooral bij brandgevaar. Doordat de op de Houtmarkt gelegen lakenhal (met belfort) omstreeks 1660 werd gesloopt voor de bouw van het nieuwe stadhuis, kreeg het ambacht van de lakenwevers een vergaderruimte ('leube') in het Dinghuis.
Omstreeks 1713 fungeerde het gebouw enige tijd als theater. In 1749 leidde de architect François Soiron een ingrijpende restauratie, waarbij onder andere de dubbele trap aan de voorzijde werd verwijderd. Op of naast die trap zouden tot de Beeldenstorm (1566) bronzen leeuwen hebben gestaan. De gevel aan de Kleine Staat was aanvankelijk hoger, maar nadat het Dinghuis bij het beleg van 1793 door een bom was getroffen, werd de voorgevel bij de daarop volgende herstelwerkzaamheden met één etage verlaagd. De gevel eindigt vanaf dat moment in een fronton. Tevens werd de laatgotische dakruiter vervangen.
Op de oudste plattegrond van Maastricht, een schets van Simon de Bellomonte uit 1587, zijn zowel het oude stadhuis (Domus Senatus) en het Dinghuis (Pretorium) aangegeven; van het laatste is alleen het hoge dak en de kenmerkende toren te herkennen. Op een tekening van Jan de Beijer uit circa 1750 is de hogere gevel nog te zien, met de oude dakruiter en een breed bordes, waarbij geen trappen zichtbaar zijn. De Maastrichtse tekenaar Philippe van Gulpen (1792-1862) en de tekenaar-bouwkundige Jules Lefebvre (1834-1904) tekenden beiden een oudere situatie, die zij zeker niet gekend hebben: zonder de hogere gevel, maar met oude toren, bordes, trap, leeuwen en gevelbeelden. Van Lefvebvre is ook een contemporaine tekening van het Dinghuis bewaard gebleven. Uit dezelfde periode (tweede helft negentiende eeuw) dateert een litho van Alexander Schaepkens (1815-1899), die zowel de voor- als achterkant toont in detail.

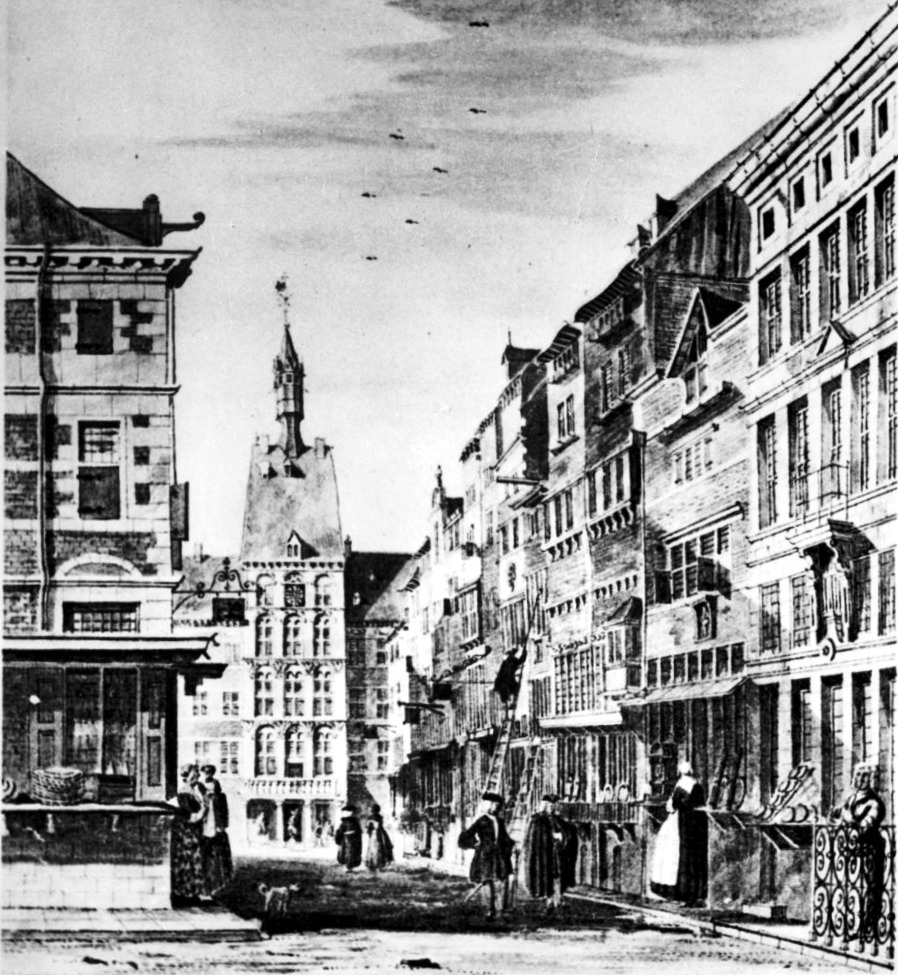
Tekening Jan de Beijer, 18e eeuw
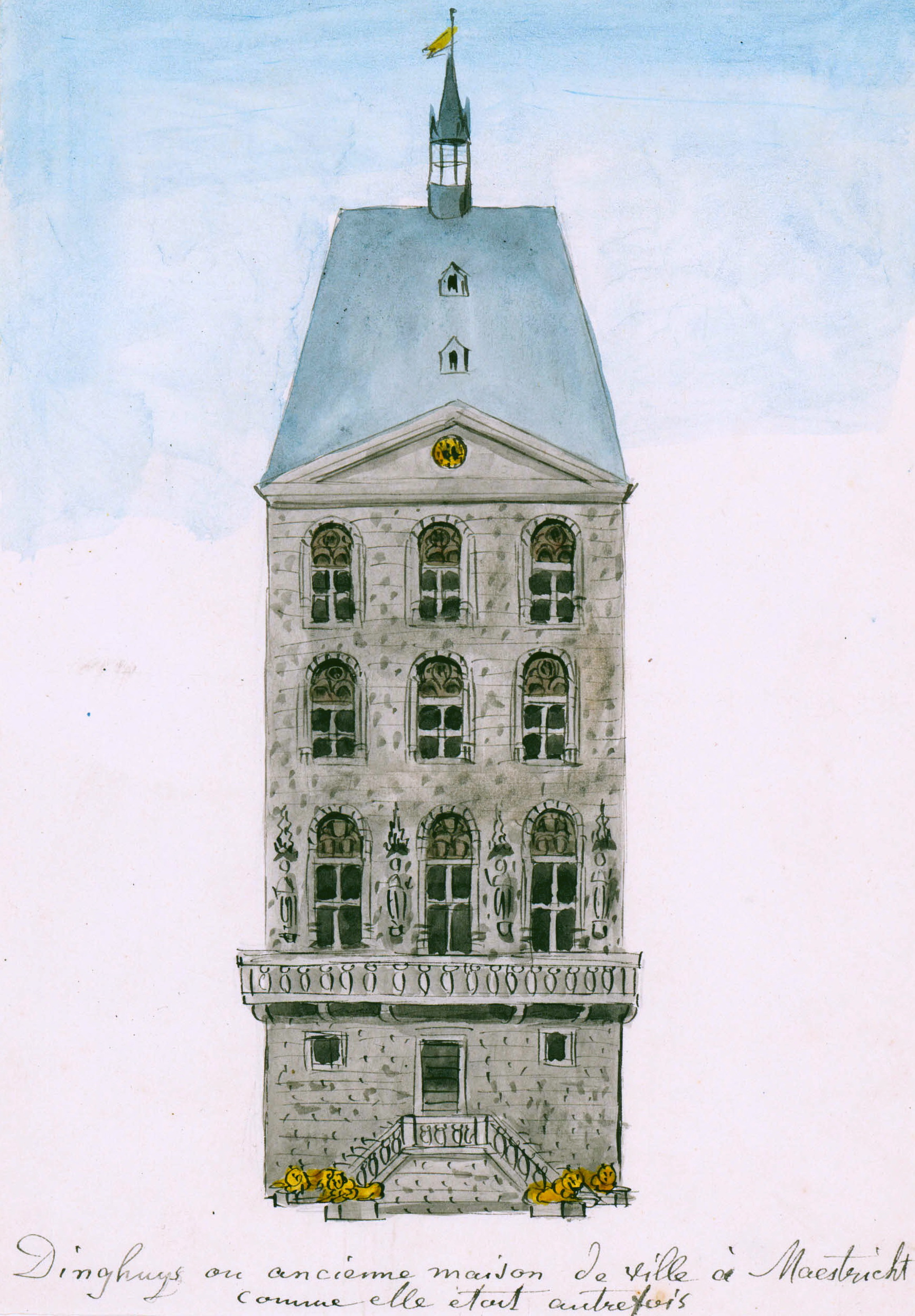
Reconstructie Philippe van Gulpen, 19e eeuw
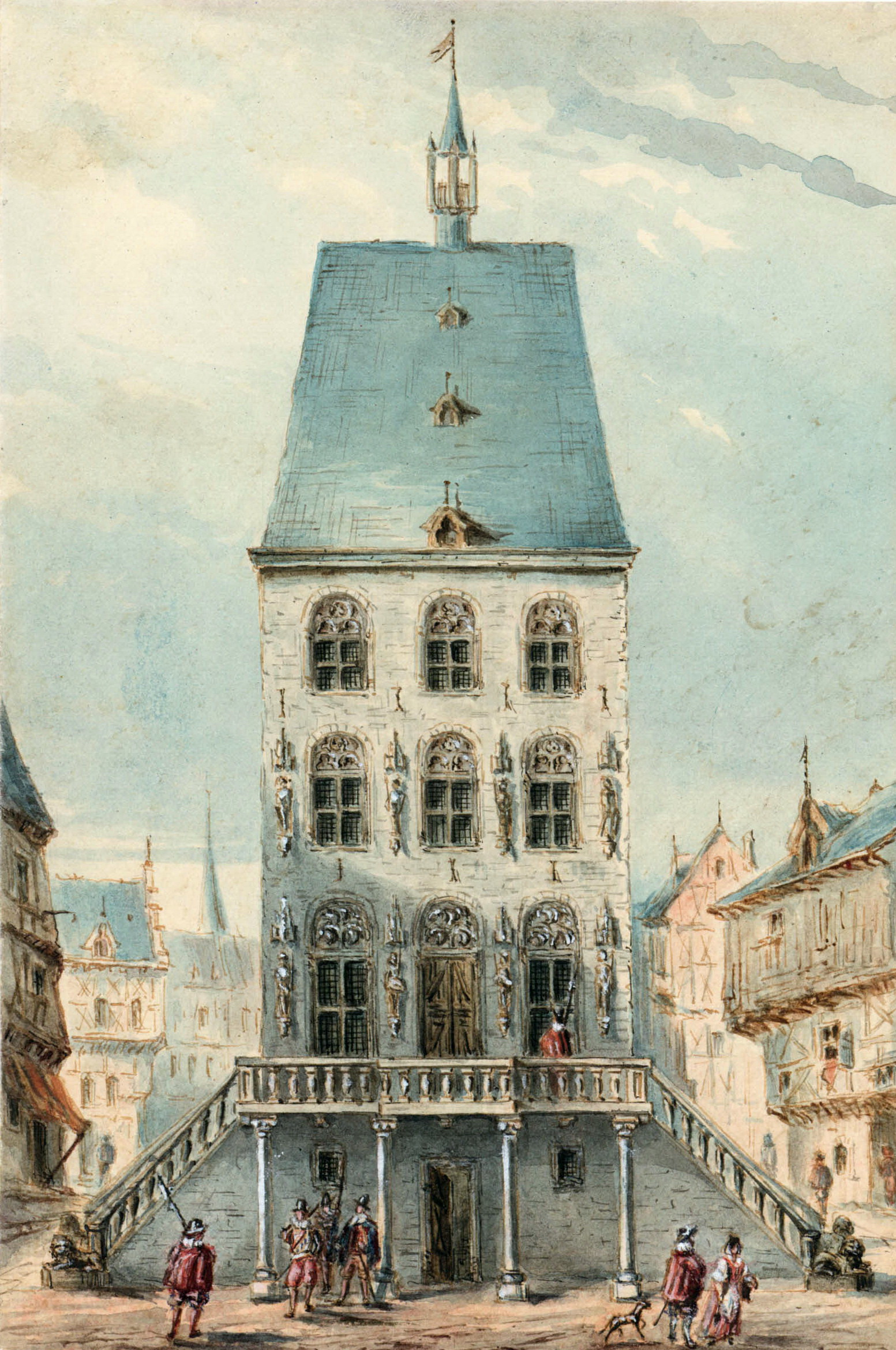
Reconstructie Jules Lefebvre, 19e eeuw
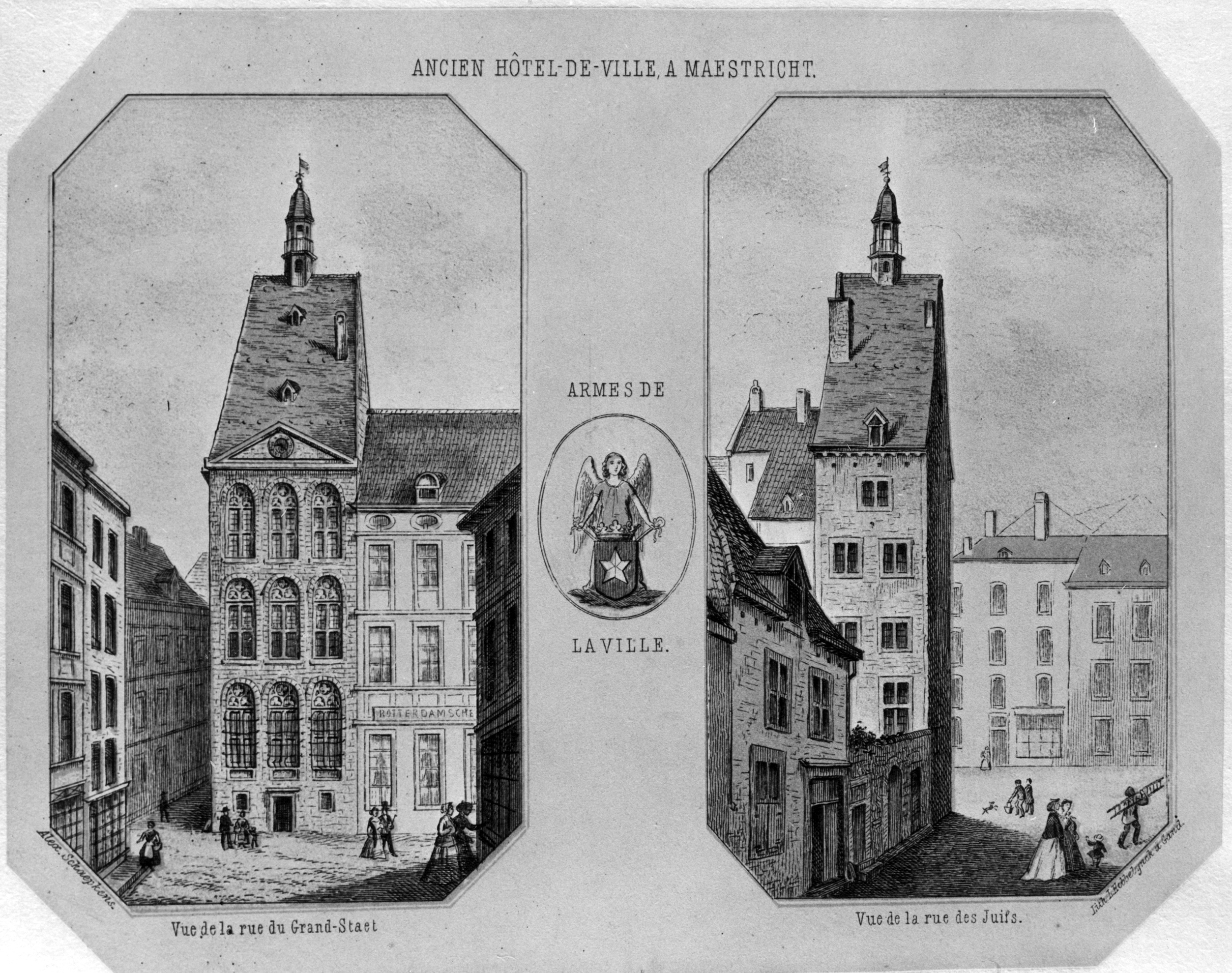
Litho Alexander Schaepkens, 19e eeuw

In de negentiende eeuw repeteerden militaire muziekkorpsen in het Dinghuis en gaf de beeldhouwer en graveur A. Esser er les. In 1860 ontsnapte het Dinghuis maar ternauwernood aan sloop, toen de gemeenteraad een plan aannam om een nieuwe verbindingsstraat tussen de Grote Staat en de Sint Servaasbrug aan te leggen. Uiteindelijk werd het plan niet uitgevoerd en werd in plaats daarvan de Maastrichter Brugstraat verbreed.
Van 1881 tot 1914 was de oudheidkamer van het Limburgs Geschied- en Oudheidkundig Genootschap (LGOG) in het Dinghuis gevestigd, de voorloper van het Bonnefantenmuseum. Daarna volgden de Maastrichtse Telephoon Maatschappij (1891-1917), de Kamer van Koophandel (1923-34), het mobilisatiebureau (1939) en de Luchtbeschermingsdienst (1939-45). Van 1926 tot 1928 werd het gebouw gerestaureerd, nadat de dakruiter dreigde in te storten. Ook de voor- en zijgevel werden onder handen genomen. In 1940, vlak voor het uitbreken van de Tweede Wereldoorlog, werd op de bovenste verdieping een betonnen vloer gestort, waarschijnlijk voor de bouw van een uitkijkpost op het dak ten behoeve van de Luchtbeschermingsdienst.
Na de oorlog was er het Katholiek Thuisfront gevestigd, dat hulp bood aan Nederlandse militairen tijdens de politionele acties in Nederlands-Indië. Van 1948 tot 1958 werd het pand gehuurd door de Stichting Mater Amabilisscholen, die cursussen verzorgde voor meisjes vanaf 17 jaar. Eveneens in 1948 werd de kelder van het Dinghuis ingericht tot poppentheater, de zogenaamde Poesjenellenkelder. Deze werd vanaf 1953 geleid door de bekende poppenspeler Pieke Dassen. Tot 1967 werden er talloze, succesvolle voorstellingen gespeeld, waaronder vormen van politiek theater. Van 1952 tot 1968 was in het Dinghuis tevens een sociëteit voor middelbare scholieren gevestigd (met instuifavonden en een leeszaal op de hoogste verdieping).
In 1969 dreigde het gebouw opnieuw in te storten. Zowel het interieur als de zijgevel aan de Jodenstraat moesten gestut worden. De stalen steigerconstructie in de Jodenstraat bleef vijf jaar staan, zonder dat er iets gebeurde. Vanaf 1974 werd het gebouw gerestaureerd, waarbij onder andere de betonnen vloer uit de oorlogsjaren werd verwijderd. Na de restauratie werd het Dinghuis in gebruik genomen door de Maastrichtse VVV. In 2017 werd de begane grond opnieuw ingericht naar een ontwerp van het Amsterdamse architectencollectief deMunnik-deJong-Steinhauser, waarna het vernieuwde VVV-kantoor als Maastricht Visitor Center verder ging. In 2021 volgde opnieuw een grote restauratie, waarbij onder andere de dakruiter werd hersteld en de dakbedekking werd vernieuwd.

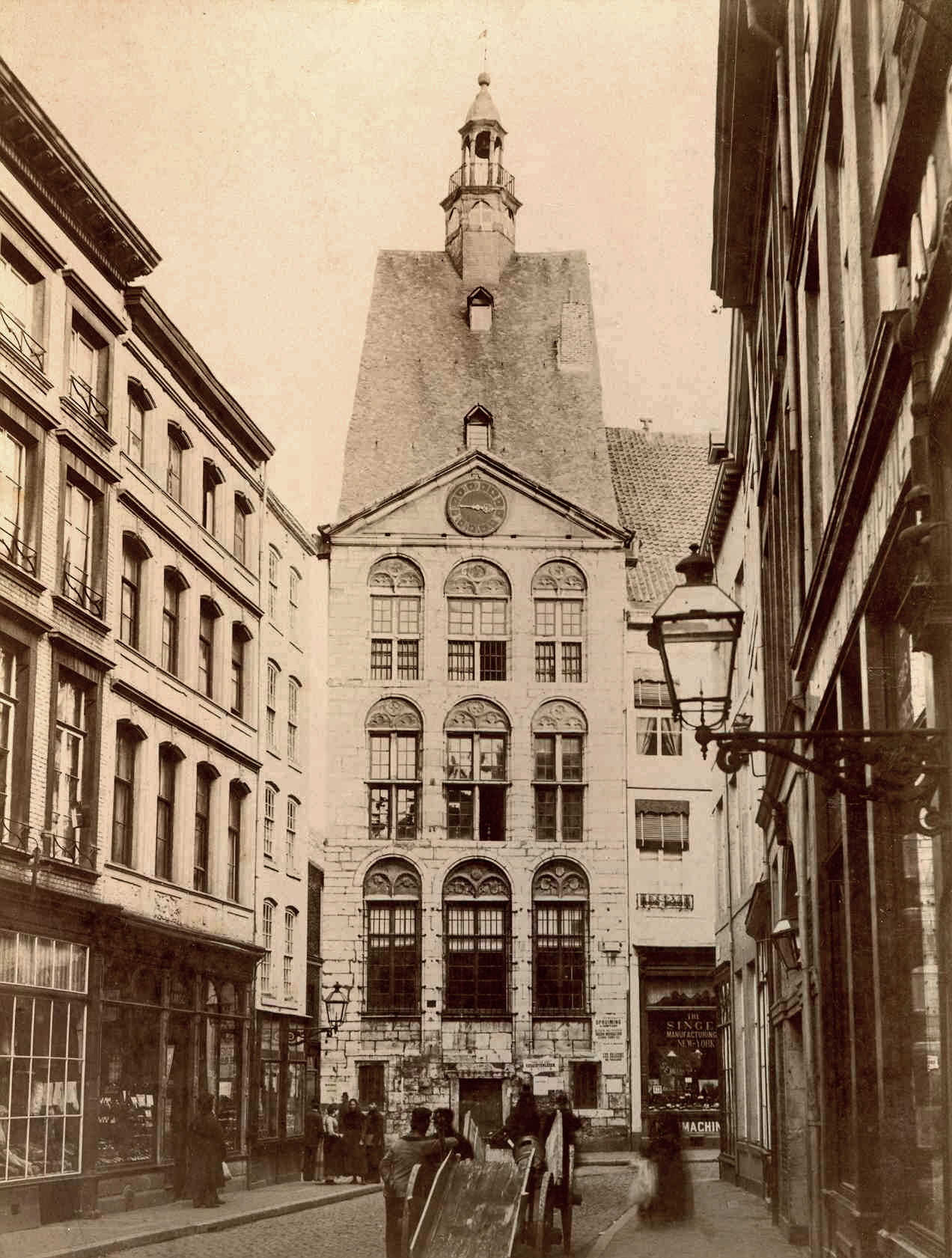
Grote Staat met Dinghuis, eind 19e eeuw
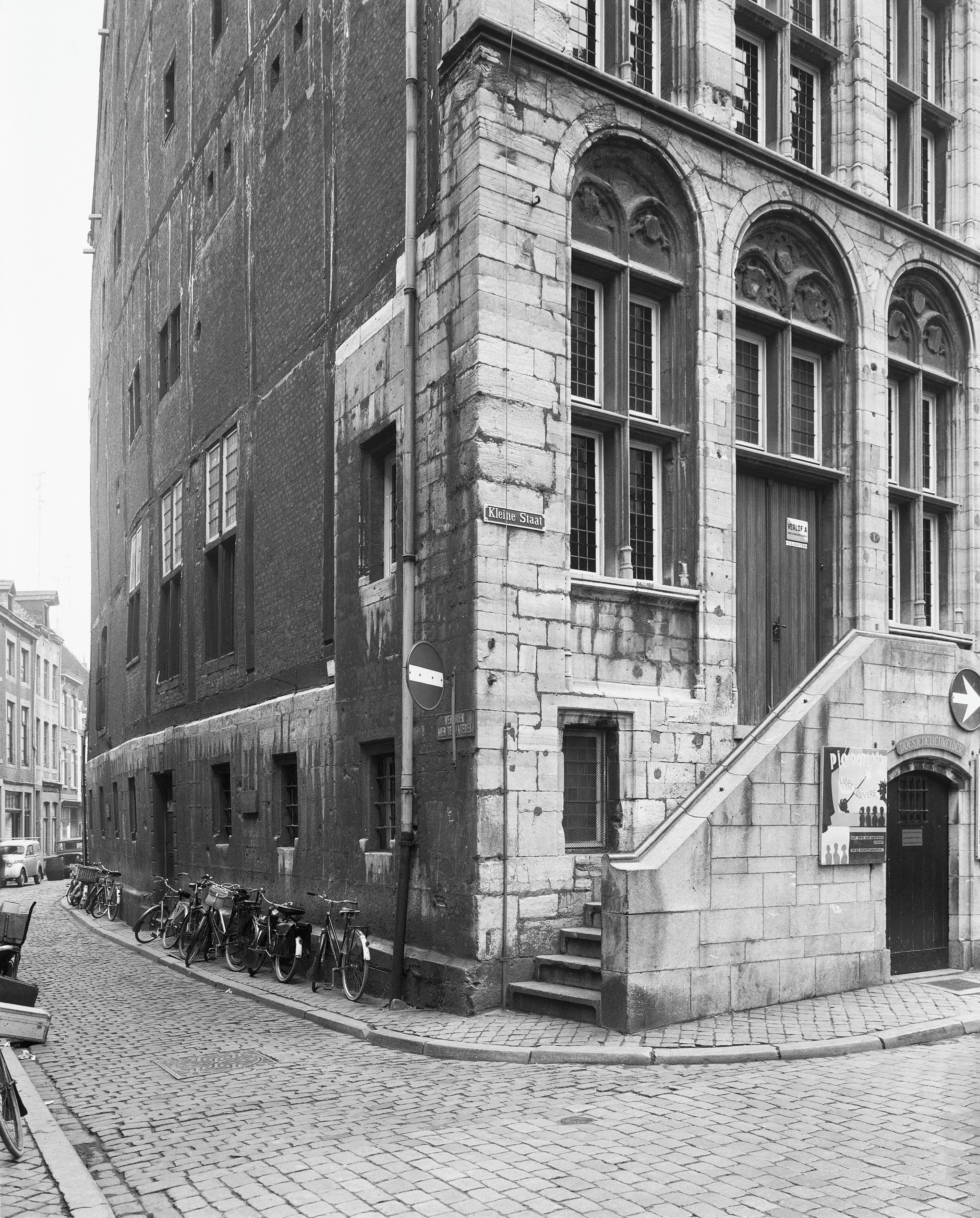
Hoek Jodenstraat met vakwerkgevel, 1961
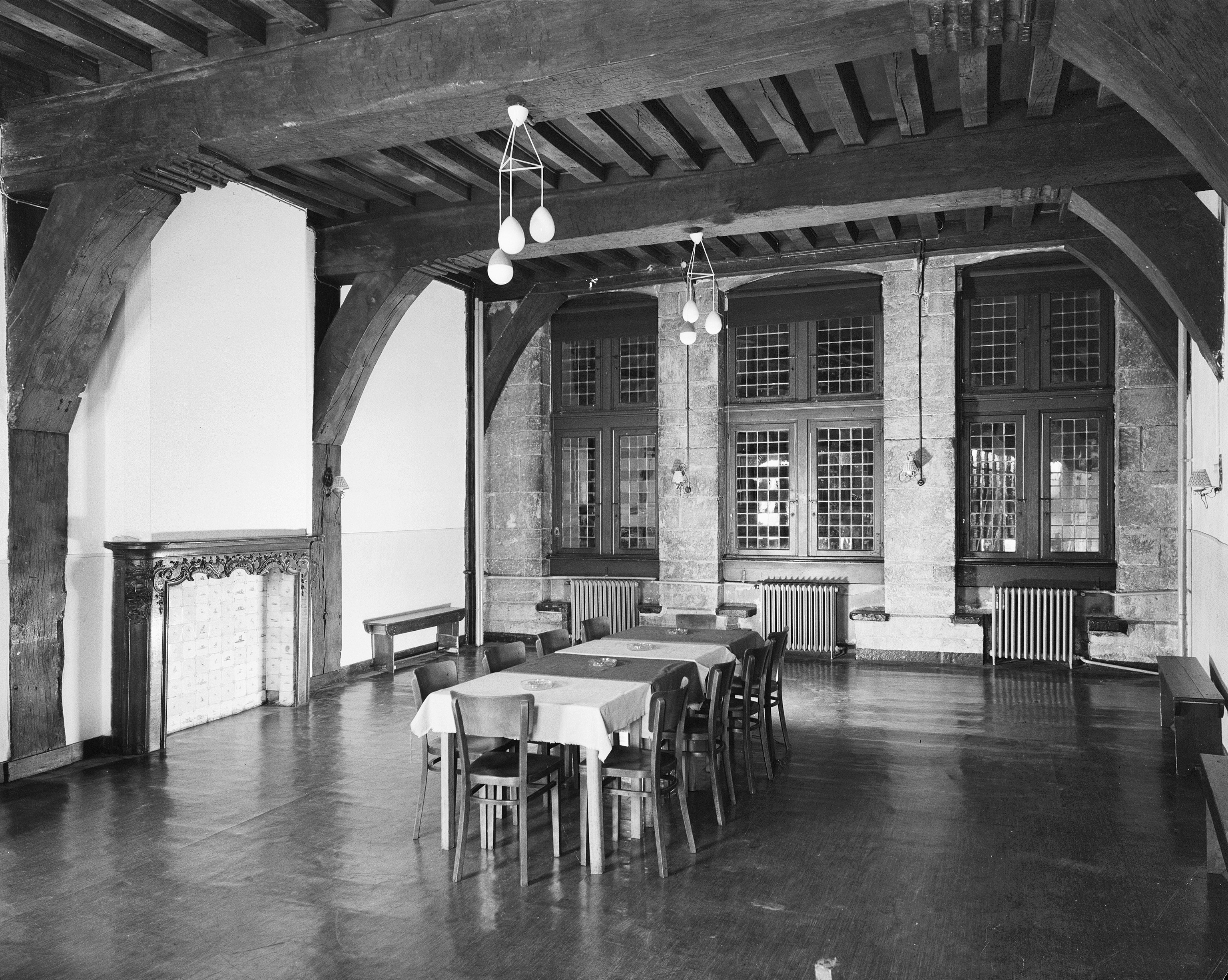
Vergaderzaal 2e etage, 1961
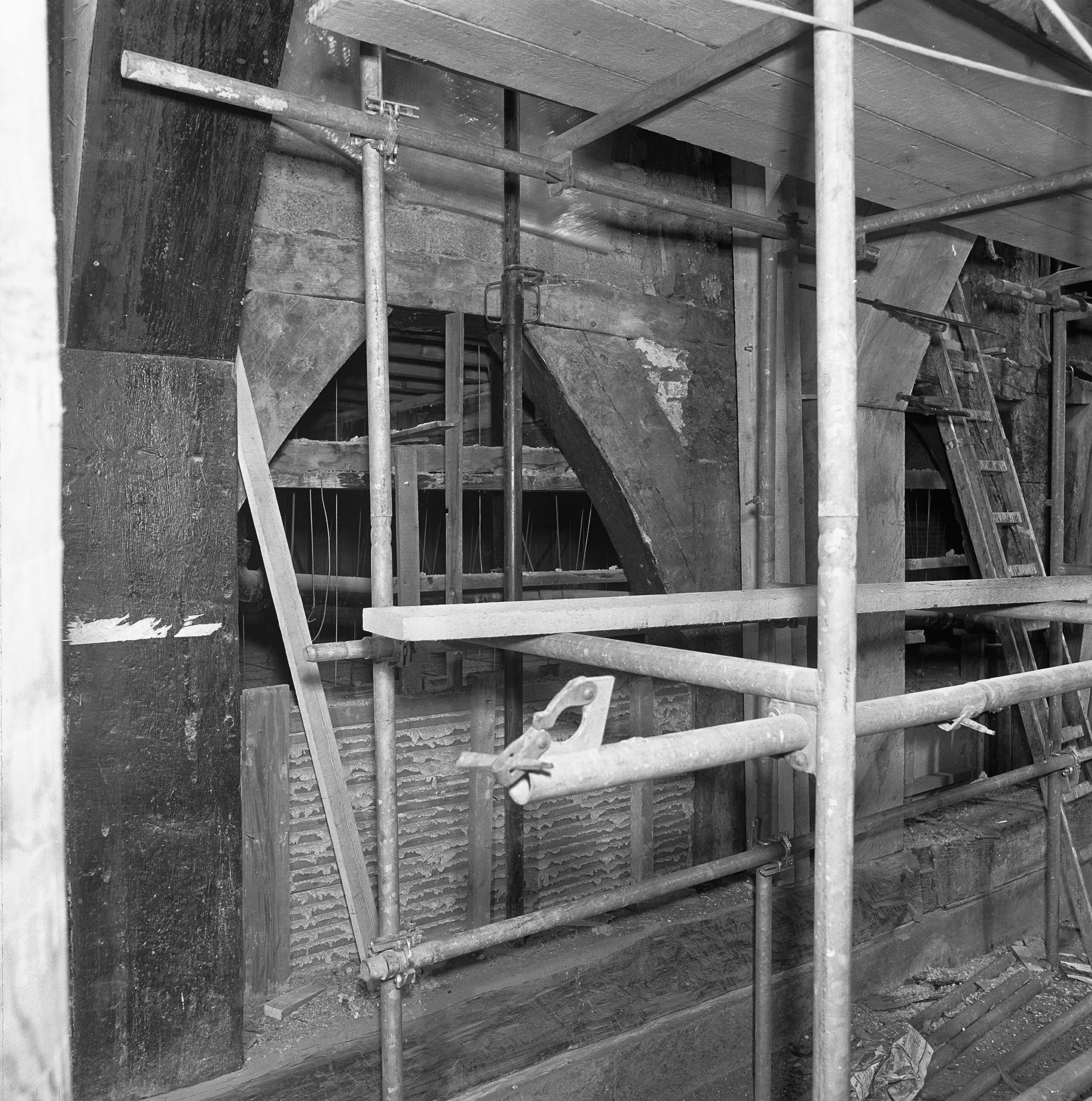
Restauratie, 1974

## Architectuur

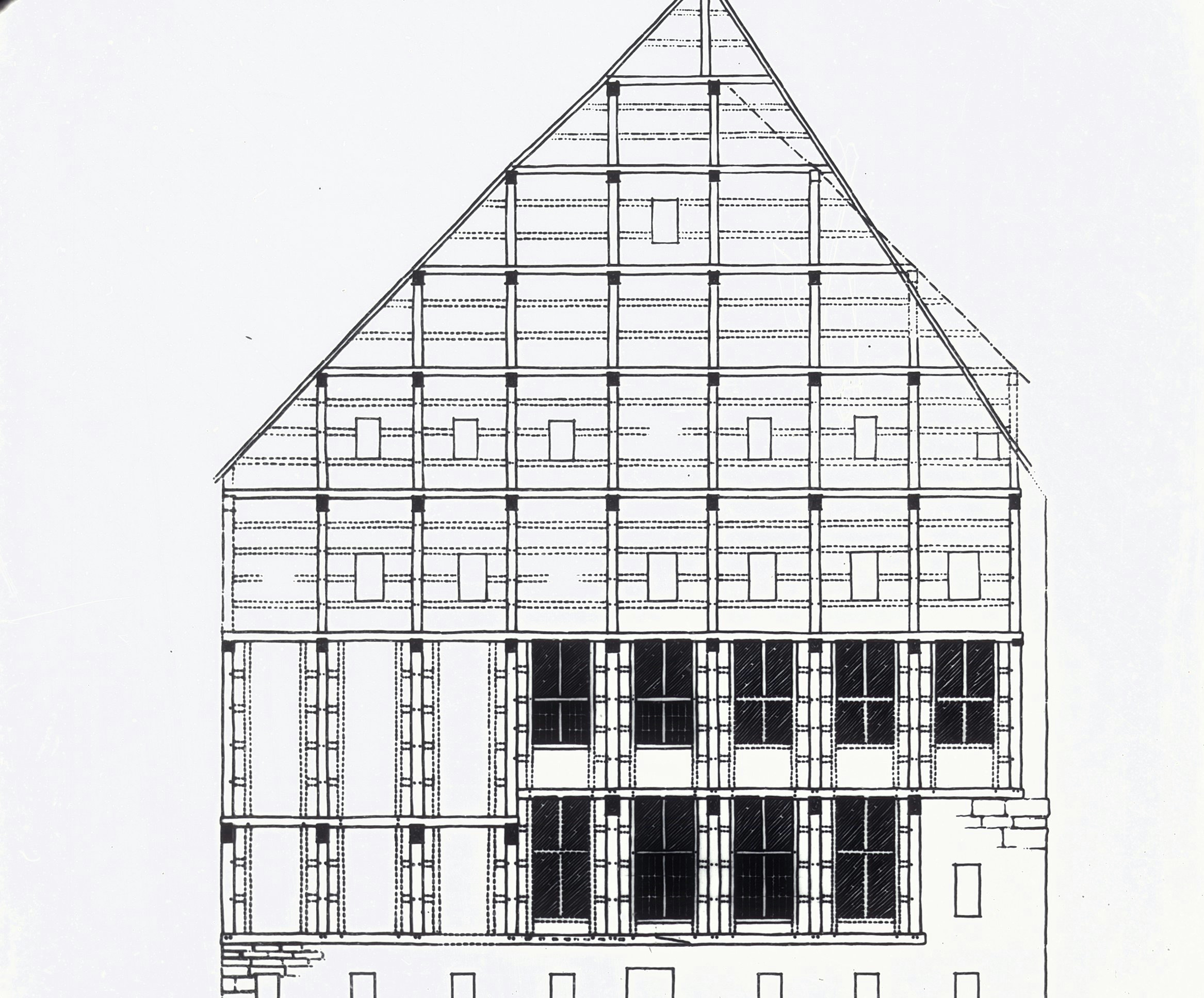
Constructietekening vakwerkgevel

### Exterieur
Het Dinghuis is rond 1470 gebouwd in laatgotische stijl met renaissance-elementen. Het gebouw domineert met zijn hoge gevel niet alleen de Kleine, maar ook de Grote Staat. De entree bevindt zich op de eerste etage aan de kant van de Kleine Staat en is te bereiken via een dubbele trap met bordes (hersteld in 1912). Onder deze trap bevindt zich een tweede entree. Een derde entree bevindt zich in de Jodenstraat en dateert uit 1749, zoals de jaarsteen in de deuromlijsting aangeeft.
De hardstenen gevel, die waarschijnlijk uit het midden van de 16e eeuw dateert, wordt bekroond door een neoclassicistisch fronton over de volle breedte van het pand. Hierin is een uurwerk aangebracht met slechts één wijzer. De gevel is ingedeeld in drie horizontale en drie verticale geledingen. De vensters hebben hardstenen kruiskozijnen en boven de ramen bevinden zich halfronde timpanen met gotisch maaswerk. Op de eerste etage waren hier oorspronkelijk de wapenschilden van Luik, Brabant en de stad Maastricht aangebracht.
De vakwerkgevel aan de noordzijde (waarschijnlijk oorspronkelijk uit de 15e eeuw) is in 1699 met bakstenen ingevuld. Het hoog opgaande dak met laatbarokke dakruiter is vanaf de oostelijke Maasoever in Wyck zeer herkenbaar aanwezig in het Maastrichtse stadssilhouet.

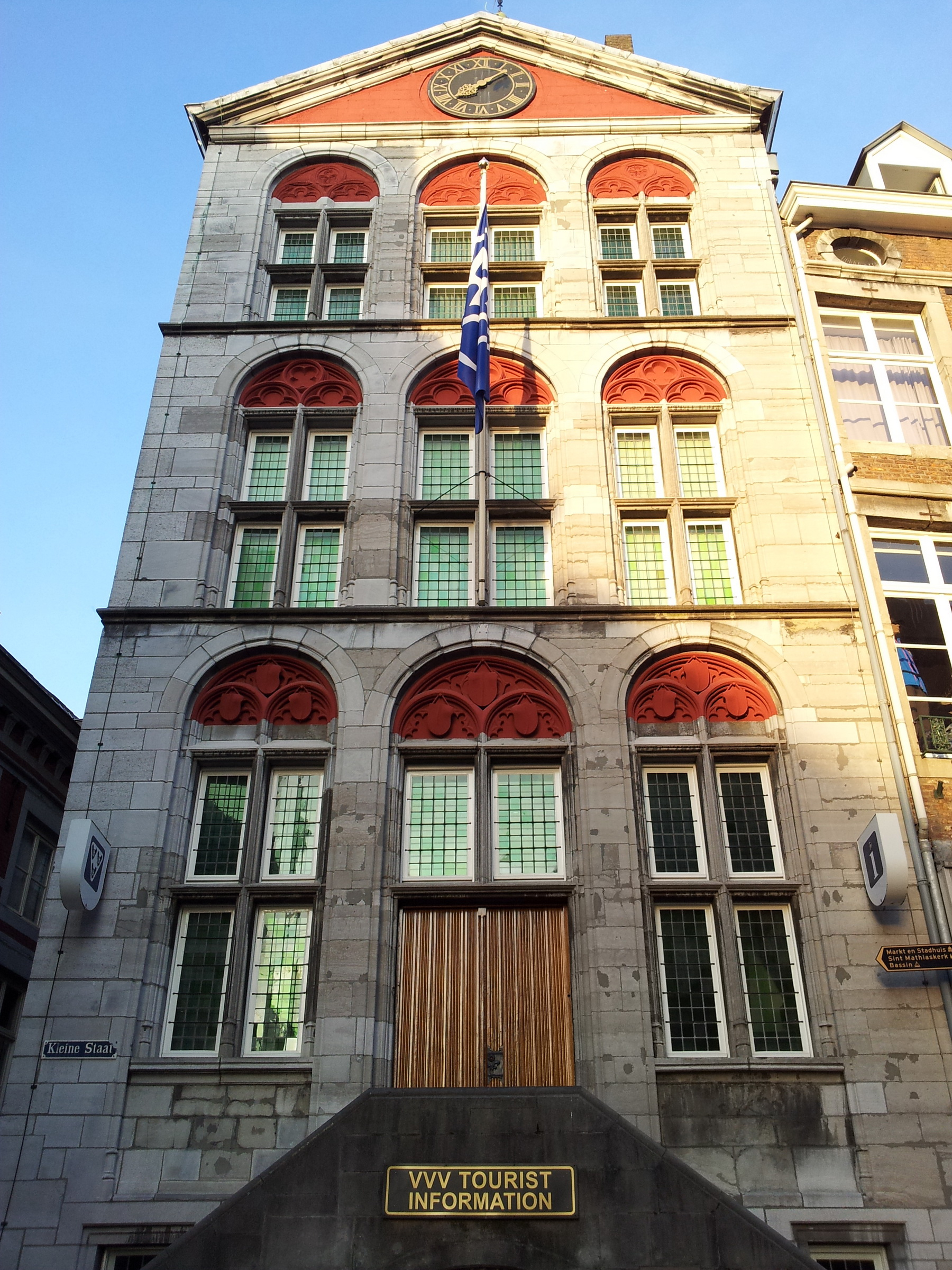
Hoofdgevel Kleine Staat
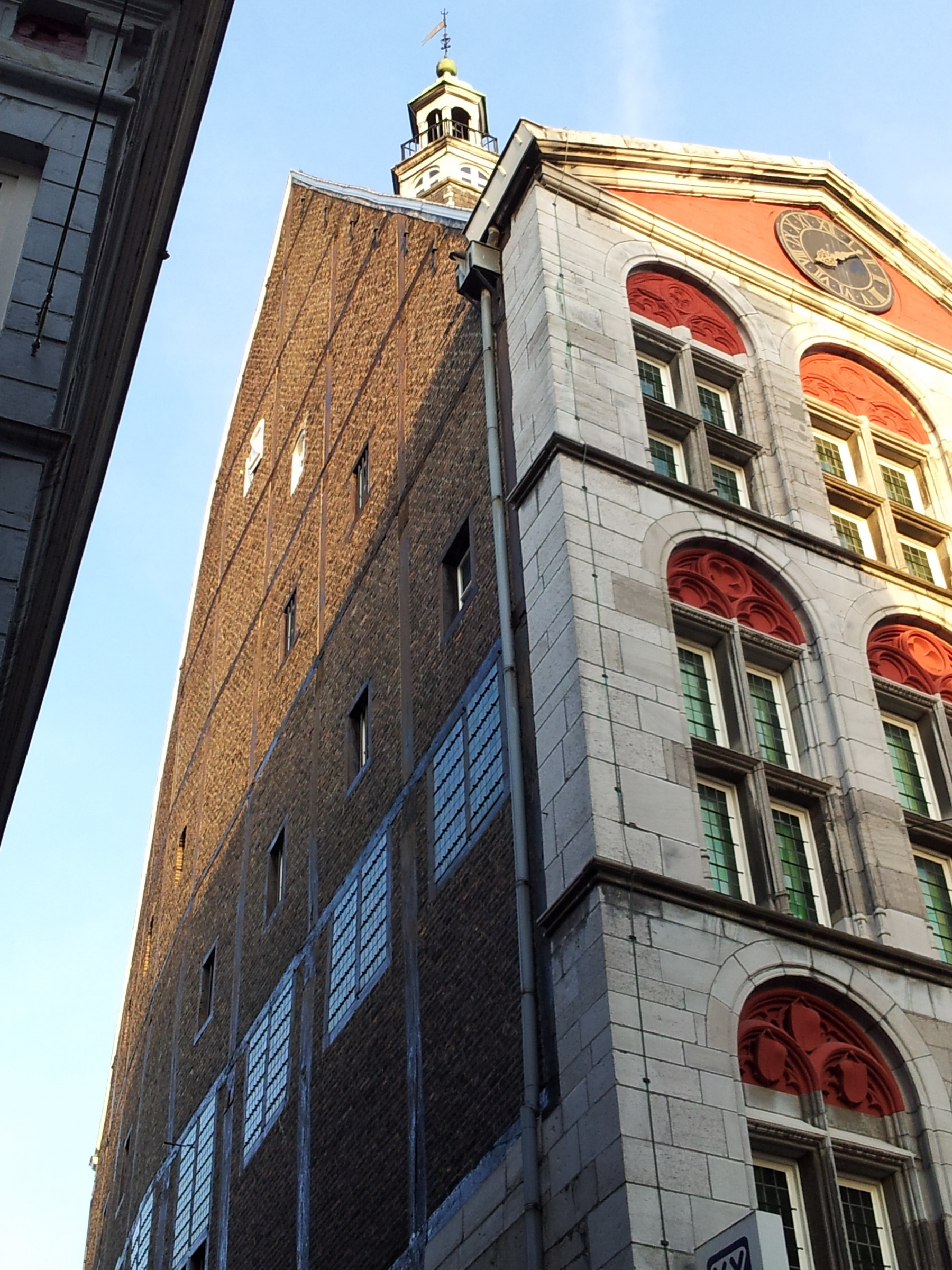
Vakwerkgevel Jodenstraat
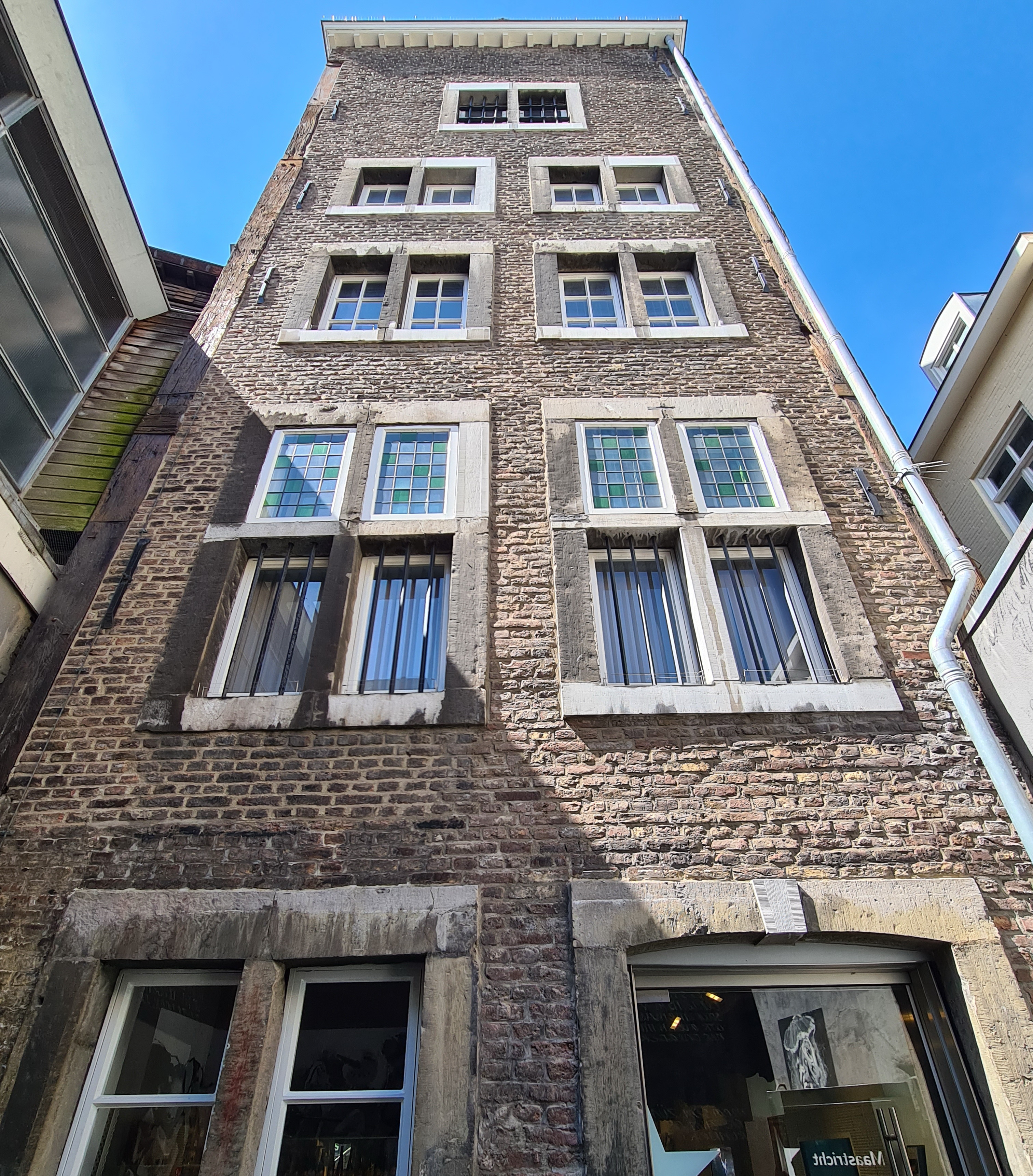
Achtergevel
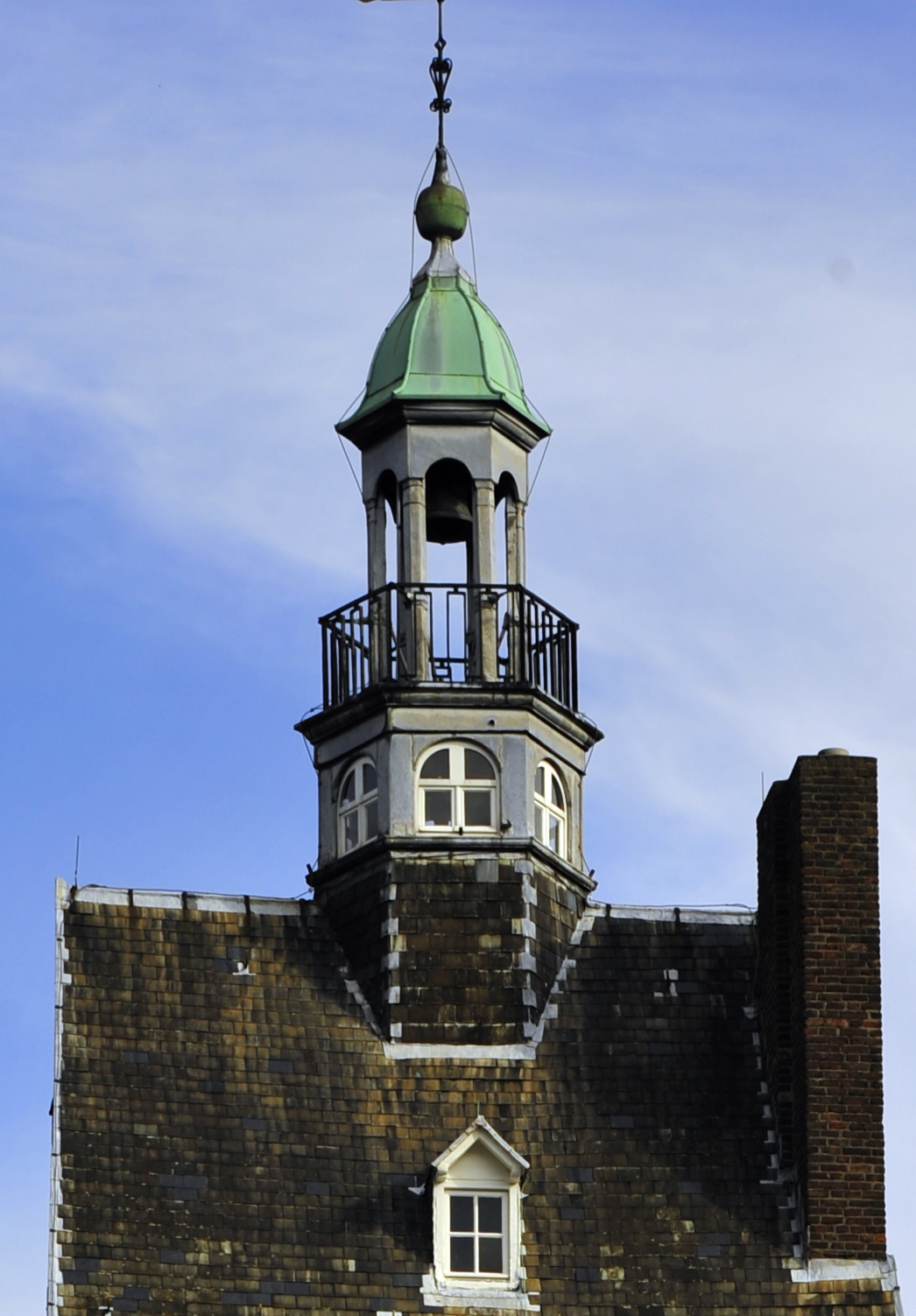
Dakruiter

### Interieur
Het interieur van het Dinghuis omvat nog diverse oorspronkelijke elementen, zoals balkenplafonds, glas-in-loodramen en meerdere antieke schouwen. De schouw in de voorkamer op de beletage is versierd met rijk gebeeldhouwde haardstenen. De schoorsteenmantel bevat een tondo met een reliëf van Maria met kindje Jezus. In de achterkamer op dezelfde verdieping bevindt zich een zestiende-eeuwse schouw met onder andere het wapen van Maastricht. Toch hoort de schouw hier oorspronkelijk niet. Hij werd in de 19e eeuw aangekocht in Brussel.

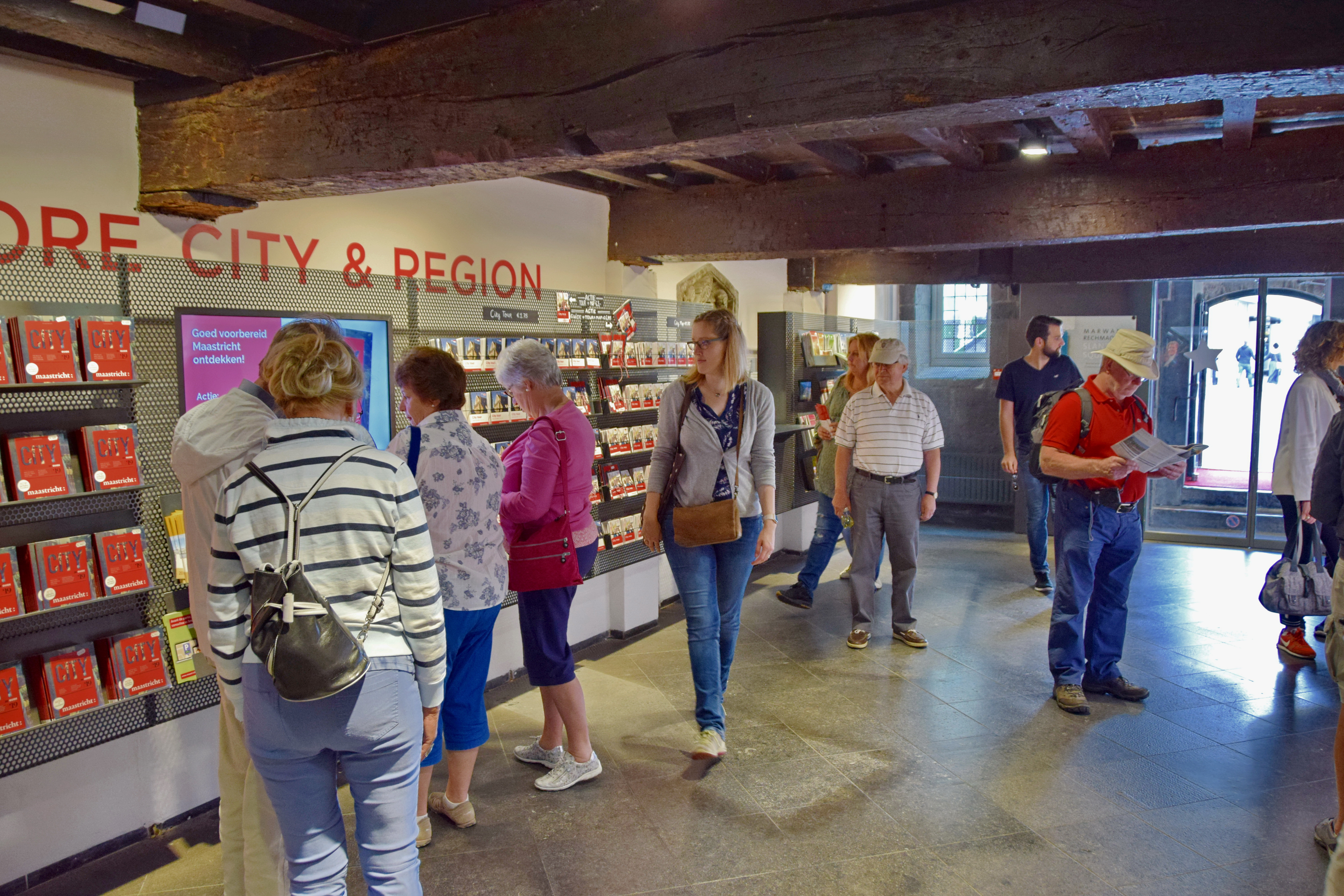
Toeristeninformatie in souterrain met balkenplafond
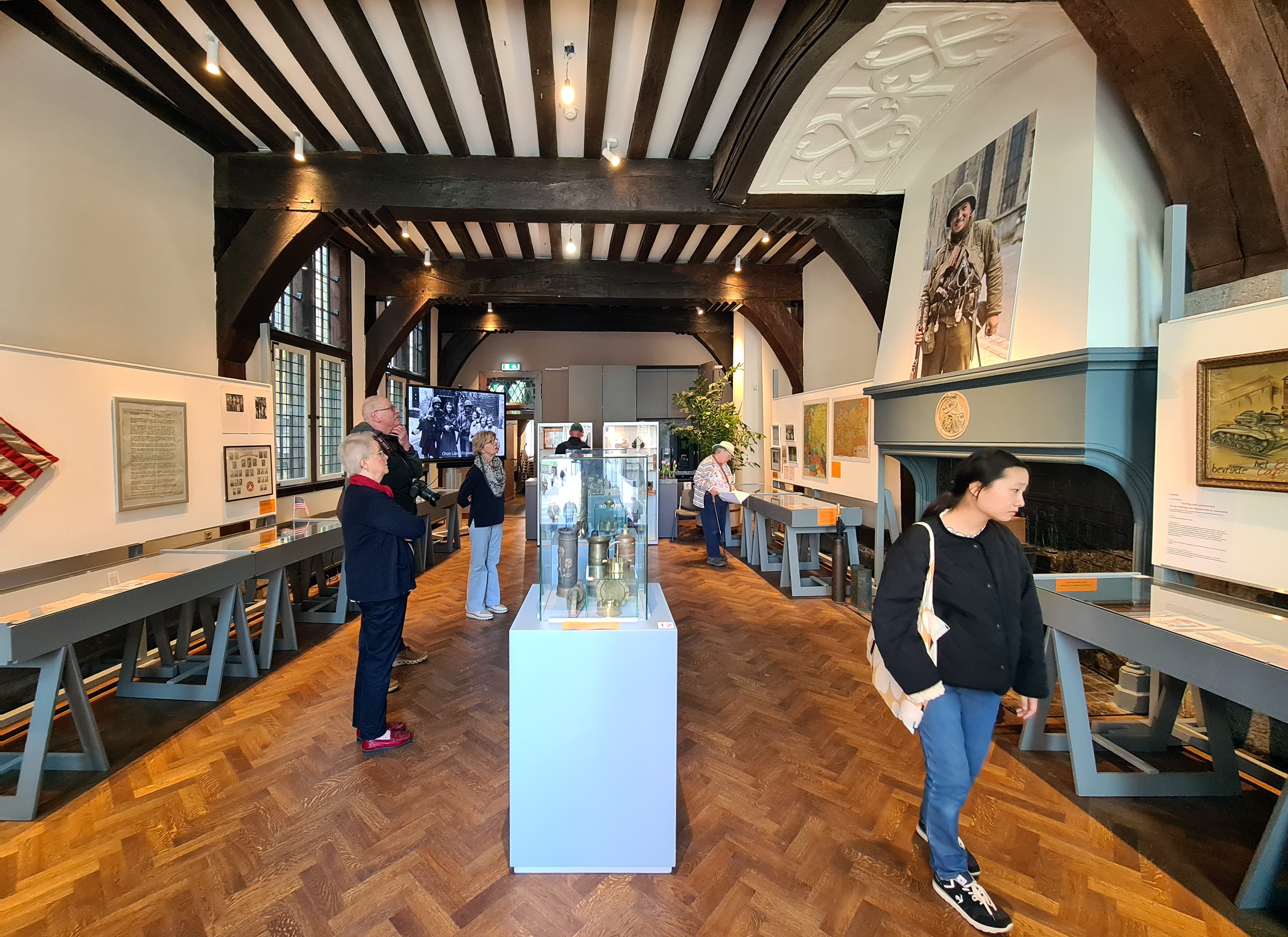
Beletage tijdens expositie
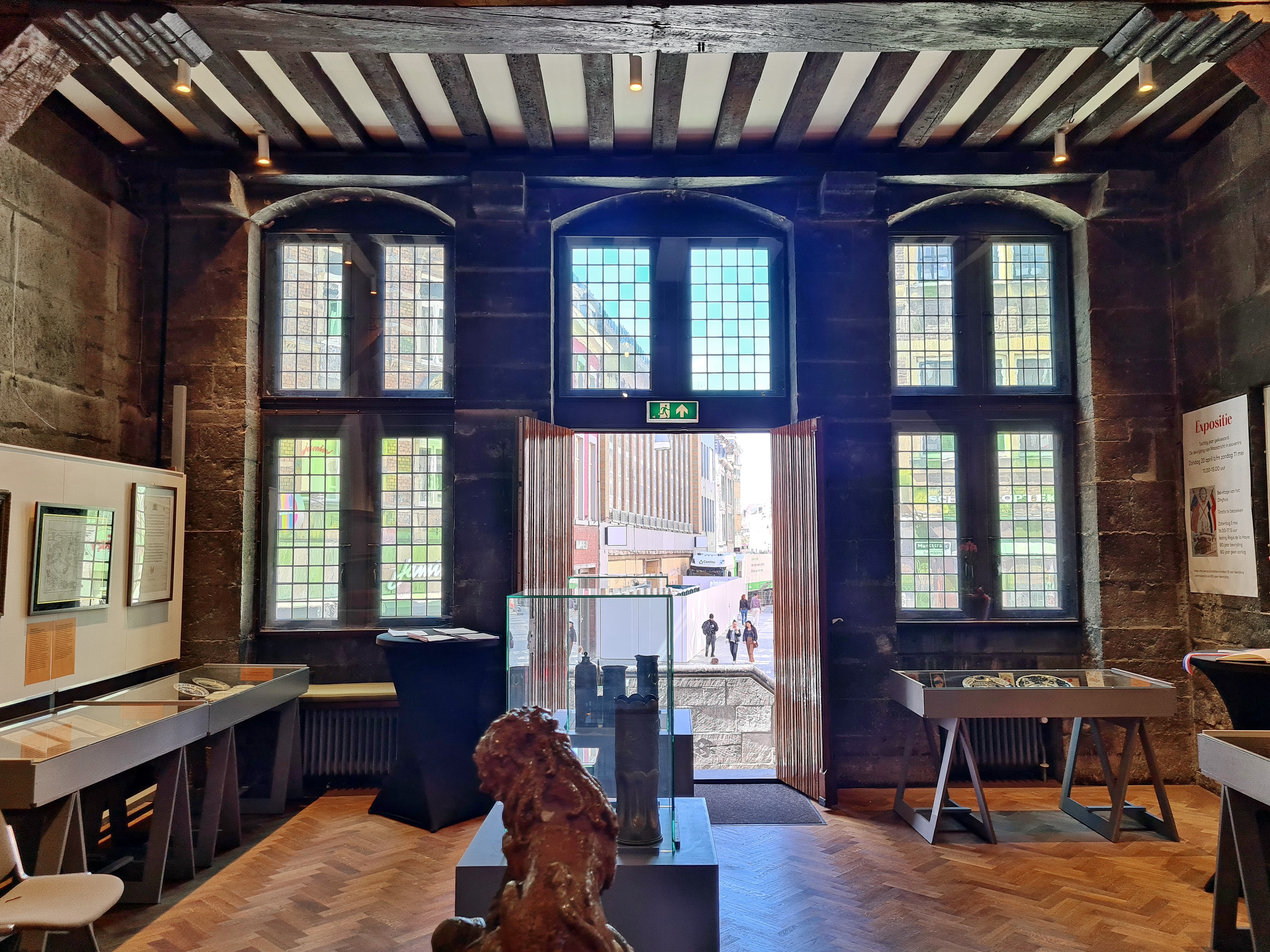
Idem, raampartij met glas in lood
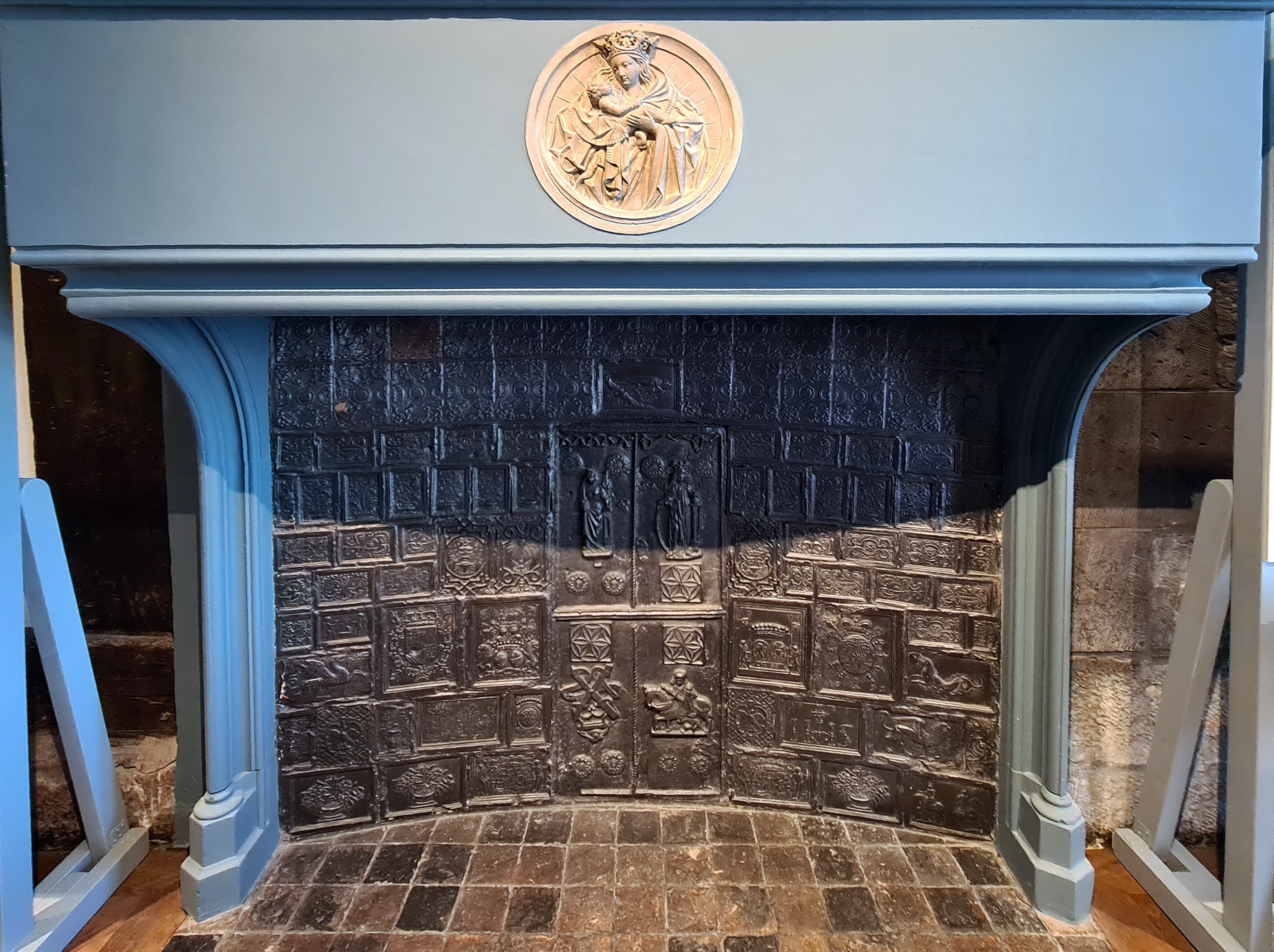
Schouw met reliëf en bewerkte haardstenen

## Wetenswaardigheden
- Van 1477 tot 1664 hing het Gerechtigheidspaneel waarschijnlijk in het Dinghuis. Daarna hing het schilderij ruim drieënhalve eeuw in het stadhuis en sinds 2018 bevindt het zich in het Bonnefantenmuseum.
- In 1566 woedde in Maastricht en elders de Beeldenstorm. In september van dat jaar ontdeden beeldenstormers het Dinghuis van diverse beelden. Walburga van Coelmont, wonende in het huis De Bock op de hoek Muntstraat-Jodenstraat, getuigde "dat die boeven Ons Heere belt hadden afgeworpen mitten sommighe andere belden vanden Tinckhuys". Een ander getuigde dat behalve het beeld van Christus ook dat van sint Sijmen (Simon Petrus) was gesneuveld.[10]
- De in 1883 voor het publiek opengestelde oudheidskamer van het LGOG toonde een grote variëteit aan voorwerpen: van prehistorische artefacten tot gevelstenen, en van de beker van Napoleon tot de roodgeverfde guillotine. Op de bovenste etage was een spekkamer (of cachot) nagebootst, waarvan de brits nog origineel was.
- In 1930 opende de uit Den Bosch afkomstige bakker Piet Hendrix in het souterrain van het Dinghuis en de naastgelegen kelder van het pand Kleine Staat 3 een op Duitse voorbeelden geïnspireerde 'Raadskelder'. Hendrix bezat in Den Bosch en Utrecht al soortgelijke uitgaansgelegenheden. Het interieur was betegeld met Oudhollandse tegels en de kunstenaars Piet Koppens en Jan Grégoire maakten enkele historische wandschilderingen. De Raadskelder was geen lang leven beschoren; in 1937 sloot de zaak.[11]
- In de tijd van de jongerensociëteit (1952-1968) werden er in het Dinghuis zogenaamde beat-avonden georganiseerd. Het initiatief kwam van de franciscaner pater Laetus Keulaerds; toezicht werd gehouden door achtereenvolgens de echtparen Corsius-Willems en Lücker-Willems, die in de achterwoning woonde.[12]